# Acalypha
Acalypha är ett släkte av träd och buskar som hör till familjen törelväxter, med 453 arter i tropikerna. Blommorna är vanligen sambyggare, saknar krona och sitter i axliknande ställningar. Acalypha-arter odlas ofta i växthus, dels för de brokiga bladen, dels för de praktfulla, upp till 50 cm långa blomställningarna (hos Acalypha sanderiana och hybrider).

## Arter
Enligt Catalogue of Life innehåller släktet följande 453 arter:

- Acalypha abingdonii
- Acalypha acapulcensis
- Acalypha accedens
- Acalypha acrogyna
- Acalypha acuminata
- Acalypha adenostachya
- Acalypha alchorneoides
- Acalypha alexandri
- Acalypha aliena
- Acalypha allenii
- Acalypha alnifolia
- Acalypha alopecuroides
- Acalypha ambigua
- Acalypha amblyodonta
- Acalypha amentacea
- Acalypha amplexicaulis
- Acalypha ampliata
- Acalypha anadenia
- Acalypha andringitrensis
- Acalypha anemioides
- Acalypha angatensis
- Acalypha angustata
- Acalypha angustifolia
- Acalypha angustissima
- Acalypha annobonae
- Acalypha apetiolata
- Acalypha apodanthes
- Acalypha arciana
- Acalypha argentii
- Acalypha argomuelleri
- Acalypha aristata
- Acalypha aronioides
- Acalypha aspericocca
- Acalypha australis
- Acalypha bakeriana
- Acalypha balansae
- Acalypha balgooyi
- Acalypha baronii
- Acalypha beckii
- Acalypha benensis
- Acalypha benguelensis
- Acalypha berteroana
- Acalypha bipartita
- Acalypha bisetosa
- Acalypha boinensis
- Acalypha boiviniana
- Acalypha boliviensis
- Acalypha bopiana
- Acalypha botteriana
- Acalypha brachiata
- Acalypha brachyclada
- Acalypha brachystachya
- Acalypha brasiliensis
- Acalypha brevibracteata
- Acalypha brevicaulis
- Acalypha brittonii
- Acalypha buchtienii
- Acalypha buddleifolia
- Acalypha bullata
- Acalypha burquezii
- Acalypha bussei
- Acalypha caeciliae
- Acalypha californica
- Acalypha capensis
- Acalypha caperonioides
- Acalypha capillipes
- Acalypha capitata
- Acalypha cardiophylla
- Acalypha carrascoana
- Acalypha carthagenensis
- Acalypha castroviejoi
- Acalypha caturus
- Acalypha ceraceopunctata
- Acalypha chamaedrifolia
- Acalypha chiapensis
- Acalypha chibomboa
- Acalypha chirindica
- Acalypha chlorocardia
- Acalypha chocoana
- Acalypha chordantha
- Acalypha chorisandra
- Acalypha chuniana
- Acalypha ciliata
- Acalypha cincta
- Acalypha cinerea
- Acalypha claoxyloides
- Acalypha claussenii
- Acalypha clutioides
- Acalypha codonocalyx
- Acalypha coleispica
- Acalypha colombiana
- Acalypha communis
- Acalypha comonduana
- Acalypha comorensis
- Acalypha confertiflora
- Acalypha conspicua
- Acalypha contermina
- Acalypha controversa
- Acalypha costaricensis
- Acalypha crenata
- Acalypha cristata
- Acalypha crockeri
- Acalypha cubensis
- Acalypha cuneata
- Acalypha cuprea
- Acalypha cupricola
- Acalypha cuspidata
- Acalypha dalzellii
- Acalypha decaryana
- Acalypha delgadoana
- Acalypha delicata
- Acalypha delpyana
- Acalypha deltoidea
- Acalypha depauperata
- Acalypha depressinervia
- Acalypha dewevrei
- Acalypha dictyoneura
- Acalypha digynostachya
- Acalypha dikuluwensis
- Acalypha diminuata
- Acalypha dimorpha
- Acalypha dioica
- Acalypha distans
- Acalypha divaricata
- Acalypha diversifolia
- Acalypha douilleana
- Acalypha dregei
- Acalypha dumetorum
- Acalypha echinus
- Acalypha ecklonii
- Acalypha elizabethiae
- Acalypha elliptica
- Acalypha elskensii
- Acalypha emirnensis
- Acalypha engleri
- Acalypha erecta
- Acalypha eremorum
- Acalypha eriophylla
- Acalypha eriophylloides
- Acalypha erosa
- Acalypha erubescens
- Acalypha eugeniifolia
- Acalypha euphrasiostachys
- Acalypha fasciculata
- Acalypha ferdinandii
- Acalypha filiformis
- Acalypha filipes
- Acalypha fimbriata
- Acalypha firmula
- Acalypha fissa
- Acalypha flaccida
- Acalypha flavescens
- Acalypha floresensis
- Acalypha forbesii
- Acalypha forsteriana
- Acalypha fournieri
- Acalypha fragilis
- Acalypha fredericii
- Acalypha friesii
- Acalypha fruticosa
- Acalypha fulva
- Acalypha fuscescens
- Acalypha gaumeri
- Acalypha gentlei
- Acalypha gibsonii
- Acalypha gigantesca
- Acalypha gillmanii
- Acalypha glabrata
- Acalypha glandulifolia
- Acalypha glandulosa
- Acalypha glechomifolia
- Acalypha gossweileri
- Acalypha gracilens
- Acalypha gracilis
- Acalypha grandibracteata
- Acalypha grandis
- Acalypha grandispicata
- Acalypha grisea
- Acalypha grisebachiana
- Acalypha grueningiana
- Acalypha guatemalensis
- Acalypha guineensis
- Acalypha gummifera
- Acalypha hainanensis
- Acalypha haploclada
- Acalypha hassleriana
- Acalypha havanensis
- Acalypha helenae
- Acalypha hellwigii
- Acalypha herzogiana
- Acalypha heteromorpha
- Acalypha hibiscifolia
- Acalypha hildebrandtii
- Acalypha hispida
- Acalypha hochstetteriana
- Acalypha hologyna
- Acalypha homblei
- Acalypha huillensis
- Acalypha humbertii
- Acalypha humboltiana
- Acalypha hutchinsonii
- Acalypha hypogaea
- Acalypha inaequalis
- Acalypha inaequilatera
- Acalypha indica
- Acalypha infesta
- Acalypha insulana
- Acalypha integrifolia
- Acalypha intermedia
- Acalypha jerzedowskii
- Acalypha jubifera
- Acalypha juliflora
- Acalypha juruana
- Acalypha karwinskii
- Acalypha katharinae
- Acalypha kerrii
- Acalypha klotzschii
- Acalypha koraensis
- Acalypha laevigata
- Acalypha lagascana
- Acalypha lagoensis
- Acalypha lagopus
- Acalypha lanceolata
- Acalypha lancetillae
- Acalypha langiana
- Acalypha laxiflora
- Acalypha lechleri
- Acalypha leicesterfieldiensis
- Acalypha leonii
- Acalypha lepidopagensis
- Acalypha lepinei
- Acalypha leptoclada
- Acalypha leptomyura
- Acalypha leptopoda
- Acalypha leptorhachis
- Acalypha liebmanniana
- Acalypha lignosa
- Acalypha lindeniana
- Acalypha linearifolia
- Acalypha longipes
- Acalypha longipetiolata
- Acalypha longispica
- Acalypha longispicata
- Acalypha longistipularis
- Acalypha lovelandii
- Acalypha lucida
- Acalypha lyallii
- Acalypha lycioides
- Acalypha lyonsii
- Acalypha macrodonta
- Acalypha macrostachya
- Acalypha macrostachyoides
- Acalypha macularis
- Acalypha madagascariensis
- Acalypha madreporica
- Acalypha maestrensis
- Acalypha mairei
- Acalypha malabarica
- Acalypha malawiensis
- Acalypha mandonii
- Acalypha manniana
- Acalypha mapirensis
- Acalypha marissima
- Acalypha martiana
- Acalypha matsudae
- Acalypha medibracteata
- Acalypha meiodonta
- Acalypha melochiifolia
- Acalypha membranacea
- Acalypha mentiens
- Acalypha mexicana
- Acalypha michoacanensis
- Acalypha microcephala
- Acalypha microphylla
- Acalypha mogotensis
- Acalypha mollis
- Acalypha monococca
- Acalypha monostachya
- Acalypha mortoniana
- Acalypha muelleriana
- Acalypha multicaulis
- Acalypha multifida
- Acalypha multiflora
- Acalypha multispicata
- Acalypha mutisii
- Acalypha nana
- Acalypha nemorum
- Acalypha neomexicana
- Acalypha neptunica
- Acalypha nervulosa
- Acalypha nitschkeana
- Acalypha noronhae
- Acalypha novoguineensis
- Acalypha nubicola
- Acalypha nyasica
- Acalypha oblancifolia
- Acalypha obscura
- Acalypha ocymoides
- Acalypha oligantha
- Acalypha oligodonta
- Acalypha omissa
- Acalypha oreopola
- Acalypha ornata
- Acalypha ostryifolia
- Acalypha oxyodonta
- Acalypha padifolia
- Acalypha pallescens
- Acalypha palmeri
- Acalypha pancheriana
- Acalypha paniculata
- Acalypha papillosa
- Acalypha parvula
- Acalypha patens
- Acalypha paucifolia
- Acalypha paupercula
- Acalypha peckoltii
- Acalypha peduncularis
- Acalypha pendula
- Acalypha perrieri
- Acalypha peruviana
- Acalypha phleoides
- Acalypha phyllonomifolia
- Acalypha pilocardia
- Acalypha pilosa
- Acalypha pippenii
- Acalypha platyphylla
- Acalypha pleiogyne
- Acalypha plicata
- Acalypha pohliana
- Acalypha polymorpha
- Acalypha polystachya
- Acalypha portoricensis
- Acalypha pruinosa
- Acalypha pruriens
- Acalypha pseudalopecuroides
- Acalypha pseudovagans
- Acalypha psilostachya
- Acalypha pubiflora
- Acalypha pulchrespicata
- Acalypha pulogensis
- Acalypha punctata
- Acalypha purpurascens
- Acalypha purpusii
- Acalypha pycnantha
- Acalypha pygmaea
- Acalypha radians
- Acalypha radicans
- Acalypha radinostachya
- Acalypha radula
- Acalypha rafaelensis
- Acalypha raivavensis
- Acalypha rapensis
- Acalypha reflexa
- Acalypha repanda
- Acalypha retifera
- Acalypha rheedei
- Acalypha rhombifolia
- Acalypha richardiana
- Acalypha riedeliana
- Acalypha rivularis
- Acalypha rottleroides
- Acalypha rubroserrata
- Acalypha ruderalis
- Acalypha ruiziana
- Acalypha rupestris
- Acalypha rusbyi
- Acalypha sabulicola
- Acalypha salicifolia
- Acalypha salicina
- Acalypha salvadorensis
- Acalypha salviifolia
- Acalypha saxicola
- Acalypha scabrosa
- Acalypha scandens
- Acalypha schiedeana
- Acalypha schlechtendaliana
- Acalypha schlechteri
- Acalypha schlumbergeri
- Acalypha schreiteri
- Acalypha schultesii
- Acalypha segetalis
- Acalypha sehnemii
- Acalypha seleriana
- Acalypha seminuda
- Acalypha senilis
- Acalypha septemloba
- Acalypha sericea
- Acalypha sessilifolia
- Acalypha setosa
- Acalypha siamensis
- Acalypha simplicistyla
- Acalypha skutchii
- Acalypha sonderi
- Acalypha sonderiana
- Acalypha soratensis
- Acalypha spachiana
- Acalypha spectabilis
- Acalypha squarrosa
- Acalypha stachyura
- Acalypha stellata
- Acalypha stenoloba
- Acalypha stenophylla
- Acalypha stricta
- Acalypha subbullata
- Acalypha subcastrata
- Acalypha subintegra
- Acalypha subsana
- Acalypha subscandens
- Acalypha subterranea
- Acalypha subtomentosa
- Acalypha subviscida
- Acalypha swallowensis
- Acalypha synoica
- Acalypha tacanensis
- Acalypha tamaulipasensis
- Acalypha tenuicauda
- Acalypha tenuifolia
- Acalypha tenuiramea
- Acalypha tomentosa
- Acalypha trachyloba
- Acalypha transvaalensis
- Acalypha tricholoba
- Acalypha trilaciniata
- Acalypha triloba
- Acalypha uleana
- Acalypha umbrosa
- Acalypha urostachya
- Acalypha vagans
- Acalypha vallartae
- Acalypha variegata
- Acalypha vellamea
- Acalypha velutina
- Acalypha venezuelica
- Acalypha verbenacea
- Acalypha vermifera
- Acalypha veronicoides
- Acalypha villosa
- Acalypha vincentina
- Acalypha virgata
- Acalypha virginica
- Acalypha volkensii
- Acalypha vulneraria
- Acalypha websteri
- Acalypha weddelliana
- Acalypha welwitschiana
- Acalypha wigginsii
- Acalypha wilderi
- Acalypha wilkesiana
- Acalypha williamsii
- Acalypha wilmsii
- Acalypha wui
- Acalypha zeyheri
- Acalypha zollingeri